# Fédération Béninoise de Pétanque
Die Fédération Béninoise de Pétanque (kurz FBP, deutsch Beninischer Petanqueverband) ist der beninische Petanqueverband. Er wurde im Jahr 2004 gegründet und trat im selben Jahr später dem Weltverband Fédération Internationale de Pétanque et Jeu Provençal (FIPJP) bei. Im Jahr 2023 war der Verband Gastgeber der 50. Pétanque-Weltmeisterschaft bei den Männern.